# Дмитрушки

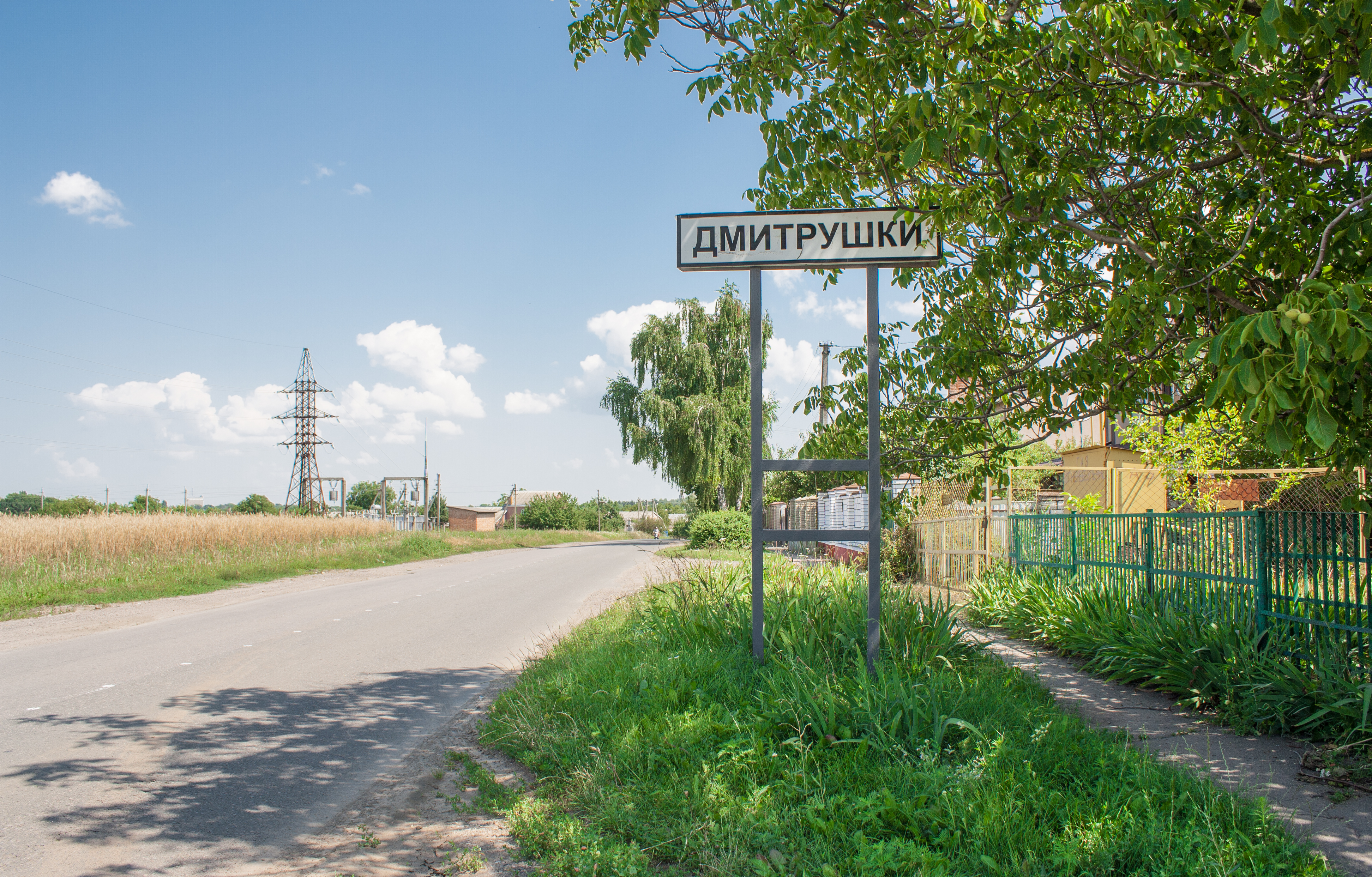
Въезд в село

Дмитру́шки (укр. Дмитрушки; с 1842 по 1917 — Дмитровское) — село в Уманском районе Черкасской области Украины.
Население по данным 2022 года составляло 2000 человека. Почтовый индекс — 20332. Телефонный код — 4744.

## География
Село расположено в 2,5 км от автомагистрали Киев - Одесса М05 E95 и в 7 км к северо-востоку от районного центра Умань и одноимённой железнодорожной станции.

## История села
В Дмитрушках обнаружено около 20 археологических памятников, в частности, остатки 6 поселений трипольской культуры, 6 поселений эпохи бронзы и 6 славянских поселений черняховской культуры. 
В XVIII веке было два села Старые и Малые Дмитрушки. 1842 году их объединили в один населенный пункт с названием Дмитровское.
457 жителей села участвовало в Великой Отечественной войне, из них 284 - погибли, 373 - награждены орденами и медалями. В 1967 году в селе установлен обелиск воинам-односельчанам, погибшим в ходе войны.
В селе работают средняя школа, дом культуры, библиотека с фондом 10,5 тыс. книг, магазины и чайная.

## Местный совет
20332, Черкасская обл., Уманский р-н, с. Дмитрушки, ул. Петропавловская, 19